# Zagora (Tessaglia)
Zagora (in greco Ζαγορά?) è un ex comune della Grecia nella periferia della Tessaglia di 3829 abitanti secondo i dati del censimento 2001.
È stato soppresso a seguito della riforma amministrativa detta Programma Callicrate in vigore dal gennaio 2011 ed è ora compreso nel comune di Zagora-Mouressio.
La Biblioteca storica pubblica di Zagora è stata fondata nel 1762 ed è rinomata per la sua collezione di circa 3 500 libri antichi e rari. La collezione contemporanea contiene più di 10 000 documenti, tra libri e riviste. Fra i contributori più importanti figurano il fondatore Ioannis Prinkos (1725 - 1789) e il patriarca Callinico IV di Costantinopoli, nativo di Zagora. La biblioteca sorge immediatamente a nord della chiesa di San Giorgio, vicino alla piazza principale.